# L'Arme à gauche (roman)
Pour les articles homonymes, voir L'Arme à gauche.
L'Arme à gauche (« Death-Watch » dans l'édition originale américaine) est un roman policier de John Dickson Carr publié en 1935, sous le pseudonyme de « Carter Dickson », chez Harper & Brothers. Le roman ne sera publié en France qu'en 1991 aux éditions du Masque.
Ce « whodunit » est le cinquième roman de la série mettant en scène le personnage de Gideon Fell. 
Le roman évoque deux faits qui n'ont, a priori, aucun lien entre eux. D'une part, dans un grand magasin londonien, une femme, surprise en train de voler une montre de grande valeur et divers bijoux, poignarde un vendeur avant de prendre la suite. D'autre part, quelques jours après, un homme est retrouvé mort dans une maison bourgeoise. Il a été tué avec un instrument plutôt inusité : la longue aiguille d'une horloge. Lors de l'enquête, un lien est finalement fait entre les deux affaires : l'homme poignardé avec l'aiguille d'une horloge est le policier chargé de l’enquête concernant le meurtre du grand magasin. Dans un rapport de police destiné à son supérieur, il a expliqué qu'il avait été invité dans l'immeuble bourgeois à la suite d'une dénonciation d'un informateur anonyme. Le docteur Fell, qui raccompagne un ami à son domicile et qui se trouve à proximité des lieux du second meurtre alors qu'il vient d'être commis, est amené à enquêter.

## Personnages
- Victimes
  - Evan Manders : chef de rayon au magasin Gambridge
  - George « Busy » Ames : inspecteur de police à Scotland Yard

- Enquêteurs
  - Gideon Fell
  - David Adley : inspecteur-chef à Scotland Yard
  - M. Pierce : agent de police
  - M. Betts : agent de police

- Suspects
  - Calvin Boscombe : environ 30 ans, activité professionnelle non indiquée.
  - Peter Stanley : retraité, ancien inspecteur-chef à Scotland Yard.
  - Johannus Carver : horloger (fabricant d'horloges).
  - Eleanor Smith-Carver : nièce et pupille de Johannus Carver.
  - Donald (« Don ») Hastings : amoureux d'Eleanor Smith-Carver, activité professionnelle non indiquée.
  - Lucia Handreth : 27 ans, avocate, cousine de Donald Hastings.
  - Millicent Steffins : vieille femme, grand-tante d'Eleanor, résidente de l'immeuble.
  - Christopher Paull : alcoolique, résident de l'immeuble, activité professionnelle non indiquée.
  - Henrietta Gorson : gouvernante des Carver ; résidente de l’immeuble.

- Autres personnages
  - Melson : 42 ans, ami de Gideon Fell.
  - Docteur Watson : médecin légiste.
  - Kitty Prentice : bonne dans la résidence bourgeoise.

## Résumé
Le roman est composé de 22 chapitres.

### Mise en place de l’intrigue
Cette section concerne les chapitres 1 à 4 du roman.
Le 27 août 1932, dans un grand magasin londonien, une femme, surprise en train de voler une montre de grande valeur, poignarde un vendeur avant de prendre la suite. 
Le 4 septembre 1932, vers 23 h 45, un homme est retrouvé mort dans une maison bourgeoise située au 16 Lincoln's Inn Fields. À côté du mort se trouve Calvin Boscombe, accusé par une jeune femme (Eleanor), d'avoir tué l'homme : Boscombe tient en effet dans sa main un revolver.
Le docteur Fell, qui raccompagne son ami Melson à son domicile et qui se trouve à proximité des lieux du second meurtre, est amené à commencer les opérations d'enquête avant même que la police soit prévenue. Fell constate vite que la victime n'a pas reçu de balle du pistolet de Boscombe (d'ailleurs l'examen du pistolet montre que celui-ci n'a pas été utilisé). En effet il a été poignardé avec un instrument plutôt inusité : la longue aiguille (indiquant les minutes) d'une horloge. Fell rencontre sur les lieux du drame, outre Boscombe et Eleanor, un grand gaillard qui dit s'appeler Peter Stanley. La prodigieuse mémoire de Fell lui permet de situer l'homme : c'était un ancien inspecteur-chef de Scotland Yard mis d'office à la retraite quelques années auparavant pour faute professionnelle. On se pose la question : sachant que l'homme poignardé porte de vieux habits, serait-il un cambrioleur que l'un des résidents de l'immeuble aurait tué ?
Lorsque David Adley, inspecteur-chef à Scotland Yard, arrive sur les lieux, il reconnaît la victime : il s'agit de l'inspecteur Ames, le policier chargé de l’enquête du meurtre commis au grand magasin.

### Enquête de flagrance; deux suspects
Cette section concerne les chapitres 5 à 11 du roman.
Par chance, l'inspecteur-chef a dans sa sacoche de travail le rapport de police que l'inspecteur Ames lui avait remis le matin même.
La lecture du rapport de police permet d'apprendre que Ames avait été informé par un informateur anonyme que la femme qui a tué le vendeur du grand magasin (appelée « Jeanne l'éventreuse » par la presse) réside dans l'immeuble bourgeois ; qu'il avait rencontré son informateur (ou informatrice) et que ce dernier (ou cette dernière) lui avait proposé de venir perquisitionner officieusement l'une des chambres de l'immeuble. Pour cela il devait se déguiser en mendiant pour cacher son métier de policier. Ames avait loué pendant quelques jours une chambre près d'un pub dans lequel plusieurs résidents de la maison bourgeoise allaient prendre une bière de temps en temps (c'est ainsi qu'il avait pu prendre contact avec l'informateur/l'informatrice). Il y a cinq femmes dans la résidence : Eleanor Carver, Lucia Handreth, Mme Gorson, Mme Steffins et Kitty (la bonne). La montre de grande valeur volée au grand magasin était une montre appartenant à l'horloger Carver qui réside dans l'immeuble.
On retrouve une paire de gants sur lesquels apparaissent des traces de peinture dorée. Cette peinture provient de l'horloge dont on a volé les deux aiguilles (et dont la grande aiguille a servi à poignarder Ames). Manifestement ces gants appartiennent au tueur/à la tueuse.
Plusieurs personnes sont auditionnées en pleine nuit : Calvin Boscombe (dont Fell pense qu'il est amoureux d'Eleanor) ; Johannus Carver (oncle par alliance et tuteur d'Eleanor) ; Lucia Handreth (avocate). Cette dernière fait une révélation étonnante : Boscombe et Stanley auraient ourdi le projet d'assassiner Ames avec un pistolet. Or un témoin caché dans un arbre et qui avait une vue plongeante sur l'appartement où étaient les deux compères trois heures auparavant a pu voir qu'ils n'avaient pas mené leur projet à bien : ils avaient été devancés par le tueur à l'aiguille ! Ce témoin s'appelle Don Hastings et est le petit ami d'Eleanor.
Hastings est auditionné à son tour. Il confirme ce qu'il a dit peu de temps auparavant à Lucia. Il avait un rendez-vous amoureux avec Eleanor à minuit et quart. Les deux jeunes gens s'étaient donné rendez-vous sur le toit. Étant arrivé un peu en avance (23 h 45) et ne voulant pas qu'on remarque son arrivée, il avait grimpé à un arbre. Là il avait eu une vue plongeante sur l'appartement où se tenaient Boscombe et Stanley et avait entendu une partie de leur discussion. Effectivement, ils comptaient tuer un homme qui devait arriver déguisé en clochard dans la résidence. Soudain il y avait eu du remue-ménage et avait découvert que l’homme avait été tué avec un poignard, alors que les deux compères voulaient le tuer avec une balle de pistolet. C'est ainsi que lorsque Eleanor était arrivée dans le hall et avait vu l'homme allongé par terre dans une mare de sang, elle avait cru a priori que le mort était lui, Hastings ; c'est pourquoi elle avait accusé Boscombe de meurtre.
Boscombe se défend : s'il avait évoqué l'idée d'un meurtre, c'était pour rabaisser le caquet de Stanley et lui donner une leçon de modestie (« je voulais faire une blague au fanfaron »). Boscombe ignorait que Ames était de la police (il l'avait rencontré au pub et croyait qu'il était un clochard), et Stanley ignorait même l'identité de la victime. Le pistolet ne contenait aucune balle et le silencieux qu'on avait trouvé joint à l'arme n'en était pas un (c'était en fait un cylindre en étain ajusté au canon). Une rapide vérification technique est faite : le pistolet ne pouvait tuer personne et le silencieux était factice. Et comme Ames a été poignardé, ce ne sont pas Boscombe et Stanley qui ont tué Ames avec une aiguille, ce qui est confirmé par Hastings. Ce dernier révèle d'ailleurs qu'il est dommage qu'il ne puisse pas témoigner de la culpabilité de Stanley, car ce dernier n'est autre que l’homme qui quelques années auparavant avait tué son père, ce qui lui avait valu un placement d'office à la retraite.
Les auditions continuent alors : Eleanor ; Millicent Steffins ; Henrietta Gorson ; Lucia Handreth. Les quatre femmes sont interrogées sur leurs faits et gestes dans la soirée mais aussi sur leur emploi du temps le 27 août précédent, lorsque le meurtre au grand magasin a été commis. Il apparaît que Millicent Steffins, Henrietta Gorson et Kitty ont un alibi, seule Eleanor n'en a pas. Lucia Handreth affirme avoir un alibi qui doit être vérifié.
Il est 3 h 30 du matin lorsque l'enquête de flagrance se termine. Tout le monde va se coucher.

### Poursuite de l'enquête; soupçons sur Eleanor
Cette section concerne les chapitres 12 à 19 du roman.
Dans la matinée du vendredi 5 septembre,  en présence de Melson, Fell et Hadley confrontent leurs réflexions sur les événements et dépositions de la nuit.
Fell fait cinq remarques (leur résolution permettrait selon lui de résoudre l'enquête) :
- les soupçons concernant le vol et le meurtre au grand magasin se portent essentiellement sur Eleanor (aucun alibi) et Lucia (alibi à vérifier) ;
- il n'y a aucune preuve tangible que le meurtrier/meurtrière du grand magasin soit aussi celui/celle de Ames ;
- les soupçons qui pèsent sur Eleanor et Lucia proviennent d'une personne encore non identifiée qui refuse de communiquer avec la police (pourquoi ? et qui est-ce ?) ;
- l'assassin de Ames a volé deux aiguilles d'un horloge alors que le vol de la seule grande aiguille était suffisant, et n'a pas accompli ce vol d'aiguilles lorsque cela était facile (horloge exposée dans le hall de la résidence) mais difficile (horloge entreposée dans un local sous clé lors du séchage de la peinture) ;
- le vol de la montre de grande valeur appartenant à Carver a eu lieu en un lieu surveillé et où l'on pouvait se faire prendre (grand magasin) et non dans un lieu facile d'accès et peu surveillé (appartement de Carver).

Ensuite, c'est au tour de l’horloger Johannus Carver d'être longuement auditionné. Interrogé sur la montre volée au grand magasin, il apparaît qu'il avait vendu cette montre à Boscombe : la victime du vol est Boscombe, pas lui. On apprend aussi que n'importe lequel des habitants de l'immeuble pouvait entrer ou sortir du bâtiment par une trappe à laquelle tous avaient accès. Puis arrive Lucia : elle fait part de son alibi pour le vol au grand magasin. Elle était présente chez des clients pour un cocktail, de 16 h 30 à 19 h, elle communique les noms et adresses des personnes qui pourront donc valider son alibi. Interrogé sur la montre qui lui a été vendue par Carver, Boscombe reste dans le vague.
Puis Fell et Hadley interrogent Christopher Paull, la dernière personne qu'ils n'avaient pas encore vue. « Chris » leur annonce que durant la soirée précédente, il s'était complètement enivré et n’a que des souvenirs épars. En sortant une main de sa poche, un gant taché de sang en sort, portant les initiales « E. C. » (comme Eleanor Carver). Il explique avoir trouvé ce gant dans l'escalier vers minuit.
On retrouve, cachés dans un panneau secret situé dans la chambre d'Eleanor, divers objets volés au grand magasin Gambridge, mais aussi la petite aiguille de l'horloge (dont la grande aiguille a servi au meurtre de Ames).
En début d'après-midi, Hadley expose à Fell et à Melson sa vision de l'affaire. Concernant le vol et le meurtre du 27 août au grand magasin, on sait que sur les cinq femmes de l'immeuble, il n'y en a qu'une qui ne dispose d'aucun alibi : Eleanor. Elle a l'âge et la silhouette de la femme vue par les témoins. On retrouve dans une cachette secrète des objets dérobés au grand magasin et la petite aiguille de l’horloge. Un gant portant ses initiales et taché de sang a été retrouvé dans le hall par Chris Paull. Ames soupçonnait Eleanor d'être la meurtrière du grand magasin, informé secrètement par Mme Steffins. Apercevant Ames dans la lueur de la lune, Eleanor prend la grande aiguille de l'horloge et poignarde Ames. Quelques instants après, quand on allume la lumière, elle accuse Boscombe, qui tient un pistolet, d'être le meurtrier. Hadley est très fier de sa démonstration qui, selon lui, explique parfaitement tous les indices trouvés sur les lieux du crime.
À son tour Fell prend la parole, mais pour défendre Eleanor. Il ne croit pas qu'un coupable « laisse autant d'indices sur son sillage, comme les cailloux du Petit Poucet ». Selon Fell, la théorie de Hadley repose sur le fait que le coupable soit le même au grand magasin et dans la maison bourgeoise. Si l'on a un doute sur la personne qui aurait commis l'un des deux meurtres, la théorie s'effondre puis les deux affaires sont, selon Hadley, liées. Or d'une part, il y a de sérieux doutes sur les gants retrouvés dans le hall et il n'est pas du tout certain qu'Eleanor ait porté l'un d'eux. D'autre part, aucun des témoins du meurtre au grand magasin n'a reconnu Eleanor comme étant la meurtrière. Et les objets volés au grand magasin sont loin d'être uniques. Le véritable assassin a tout à fait pu en acheter et les cacher, avec la petite aiguille de l'horloge, dans le panneau secret de la chambre de la jeune fille. Car le véritable assassin avait un but : faire poursuivre Eleanor pour meurtre pour les deux affaires et la faire condamner à mort. Il s'agit en l'occurrence d'un complot contre Eleanor, destiné à l'envoyer à la prison ou à la potence. Le fait que tous les indices accablent Eleanor est trop suspect pour montrer la culpabilité de la jeune femme. Pour Fell, le vol et le meurtre ont été commis par une femme X, et le meurtrier Y de la résidence bourgeoise a utilisé cet événement pour faire accuser Eleanor de la commission des deux affaires. Il ajoute que Mme Steffins ne peut pas être l'informatrice de l'inspecteur Ames et donne de solides arguments en ce sens.
Alors que Fell vient de finir l'exposé de la défense d'Eleanor, un coup de théâtre a lieu : on vient d'arrêter la voleuse du grand magasin qui avait poignardé le vendeur. Elle a tout avoué. En définitive, il n'y avait pas de liens entre les deux affaires, et la théorie de Hadley s'effondre : Eleanor est donc innocente. Ceci signifie que quelqu'un avait placé les objets compromettant dans sa chambre pour la faire accuser des deux meurtres.
La question qui se pose est donc : qui avait une telle haine à l'égard d'Eleanor pour imaginer un plan aussi vicieux pour la faire condamner pour deux meurtres qu’elle n'avait pas commis ?

### Dénouement et révélations finales
Cette section concerne les chapitres 20 à 22 du roman.
Donald Hastings et Eleanor leur révèlent qu'ils vont prochainement se marier. Fell leur demande de revenir à la résidence à 21 h pour faire leurs adieux aux autres résidents, mais pas avant. C'est à ce moment-là qu'il révèlera l'identité de l'assassin de Ames.
Puis Fell et Hadley vont perquisitionner l'appartement personnel de Ames. Ils trouvent, cachée dans un creux derrière une plinthe, une lettre envoyée à Ames et signée de Peter Stanley. La lecture de cette lettre donne à penser que Peter Stanley était le mystérieux informateur de Ames.
Le soir, à 21 h, Fell demande à rencontrer Stanley et lui présente la lettre découverte chez Ames. Peter Stanley conteste avoir été le rédacteur de ce courrier, même si c'est sa signature qui y figure. Fell énonce néanmoins certains éléments de fait qui pourraient donner à penser que Stanley est l'assassin de Ames. C'est alors que Stanley quitte la salle, s'empare d'un revolver, se dirige vers l'une des chambres et tire sur l’assassin d'Ames — le véritable assassin.
Une fois l'assassin démasqué, et qui vient d'avouer après avoir été destinataire de plusieurs balles tirées par Stanley, on apprend que Fell avait tout prévu. Il savait que, poussé à bout, Stanley s'emparerait du revolver posé sur la table et tirerait sur l'assassin. Fell avait fait remplacer les balles réelles par des balles à blanc : le véritable assassin est démasqué et va répondre de ses actes devant la justice.
Toute l'enquête s'est déroulée en moins de 24 heures, et dès le samedi matin, la presse londonienne encense la police criminelle qui est parvenue à démasquer si vite l'assassin.

## Autour du roman
- L'auteur a donné les noms de famille de personnages d'Agatha Christie et d'Arthur Conan Doyle à deux personnages du roman : Hastings (cf. Arthur Hastings) et Watson (cf. Docteur Watson).

- Le titre en anglais du roman (« Death-Watch ») est un jeu de mot : « Watch » peut en effet signifier « un regard » ou « regarder » (a watch, to watch), mais aussi « une montre » ou « une horloge ». « Death-Watch » peut donc signifier « un regard sur la mort » ou « l'horloge de la mort ».

## Éditions
Éditions originales en anglais
- (en) John Dickson Carr, Death-Watch, New York, Harper, 1935 — Édition américaine
- (en) John Dickson Carr, Death-Watch, Londres, Hamish Hamilton, 1935 — Édition britannique

Éditions françaises
- (fr) John Dickson Carr (auteur) et Jean-Noël Chatain (traducteur) (trad. de l'anglais), L'Arme à gauche [« Death-Watch »], « in » J.D. Carr, vol. 1 - Dr. Fell (1933-1935), Paris, Librairie des Champs-Élysées, coll. « Les Intégrales du Masque. », 1991, 1120 p. (ISBN 2-7024-2090-7, BNF 35476394) Ce volume omnibus réunit les romans suivants : Le Gouffre aux sorcières, Le Chapelier fou, Le Huit d'épées, Le Barbier aveugle, L'Arme à gauche
- (fr) John Dickson Carr (auteur) et Jean-Noël Chatain (traducteur) (trad. de l'anglais), L'Arme à gauche [« Death-Watch »], Paris, Librairie des Champs-Élysées, coll. « Le Masque no 2159 », 1994, 284 p. (ISBN 2-7024-2462-7, BNF 35671583)

## Source bibliographique
- Roland Lacourbe, John Dickson Carr : scribe du miracle. Inventaire d'une œuvre, Encrage, 1997, p. 74-75.